# مدیریت ارتباطات کسب‌وکار
مدیریت ارتباطات کسب‌وکار (انگلیسی: Business relationship management) یک روش رسمی برای درک، تعریف و حمایت از طیف وسیعی از فعالیت‌های بین کسب و کاری مربوط به ایجاد و مصرف دانش و خدمات از راه شبکه‌ها می‌باشد.